# بريجيت بالتو
بريجيت بالتو، (بالفرنسية: Brigitte Plateau)‏ عالمة فرنسية في مجال الحاسب الآلي، كانت من ضمن الطلبة الذين ألتحقوا بالمدرسة العليا «نورمال سوبريو» بمدينه «فون تاني أو روس»، تخصصت في قسم الرياضيات (الخيال في النظرية الاحتمالية)، بالإضافة إلى حصولها علي درجة الدكتوراة في الدراسات المعلوماتية. وهي دكتورة جامعية في معهد جري نويل للتكنولوجيا (جري نويل INP) منذ عام 1988، وفي فبراير من عام 2012 تقلدت منصب المدير العام لمجموعه جري نوبل.
تعد بالتو رئيسة رابطة القيادات النسائية للتعليم العالي والبحث والابتكار منذ سبتمبر من عام 2014، كما شغلت منصب رئيسة تحالف العلوم والتقنيات الرقمية في نوفمبر من عام 2014.